# 山田佑介 (編集技師)
山田 佑介（やまだ ゆうすけ）は、日本の編集技師である。

## 人物
日本映画学校（現・日本映画大学）卒業。森下博昭「全身と小指」 （2006年、堀江慶 監督）、井上治「俺は、君のためにこそ死ににいく」(2007年、新城卓 監督)、宮島竜治「ハッピーフライト」(2008年、矢口史靖 監督）等についたあと、2010年に映画「嘘つきみーくんと壊れたまーちゃん」(2011年、瀬田なつき 監督)で技師デビューする。（※日本映画・テレビ編集協会在籍）

## 編集作品（公開・放送年で記載）

### 映画
- 「嘘つきみーくんと壊れたまーちゃん」(2011年、瀬田なつき 監督)
- 「逆転のシンデレラ」(2011年、ndjc、藤村享平 監督)
- 仙台短篇映画祭映画制作プロジェクト『311明日』「3・11 (余震＋鼓動)」(2011年、堀江慶 監督)
- 「美人の多い料理店」(2013年、NHKスーパーハイビジョン、李闘士男 監督)
- 第５回沖縄国際映画祭 地域発信型映画「BLUE BIRD」（2013年、堀江慶 監督）
- ＳＫＩＰシティ国際Ｄシネマ映画祭２０１６・オープニング上映「話す犬を、放す」（2016年、熊谷まどか 監督　※2017年商業映画として全国公開）
- アルタミラピクチャーズ・プレゼンツ　第一回ツウ好み映画祭「プロデューサーズ」（2016年、ドキュメンタリー、後閑広 監督）
- 第１２回大阪アジアン映画祭 芳泉文化財団の映像研究助成「レンコーンの夜」（2017年、今野恭成 監督）
- 「３人の信長」（2019年、渡辺啓 監督）
- 「破壊の日」（2020年、豊田利晃 監督、共同編集・村上雅樹）
- 「名付けようのない踊り」（2021年、ドキュメンタリー、犬童一心 監督）
- 「ハウ」（2022年、犬童一心 監督）
- 「僕らの千年と君が死ぬまでの３０日間」（2023年、菊地健雄 監督）
- 「あわいの魔物たち」（2025年、ndjc、守田悠人 監督）

### テレビ・ドラマ
- 「熱中時代」（2011年、日本テレビ、李闘士男 監督）
- 「ミッドナイトホラーシアター」（2011年、CSフジ、三原光尋 監督・武正晴 監督）
- 「なぞの山田ファミリー」（2011年、MXテレビ、落合崇 監督）
- 「さばドル」（2012年、テレビ東京、佐藤太 監督・豊島圭介 監督・廣田啓 監督・佐野友秀 監督）
- 「仮面ティーチャー」（2013年、日本テレビ、守屋健太郎 監督・本田隆一 監督・滝本憲吾 監督・千村利光 監督・後藤孝太郎 監督）
- 「ダークシステム 恋の王座決定戦」（2014年、TBS、犬童一心 監督・小中和哉 監督）
- 「セーラーゾンビ」(2014年、テレビ東京、渡部亮平 監督・今泉力哉 監督・古川豪 監督)
- 「夢を与える」（2015年、WOWOW土曜ドラマW、犬童一心 監督　※2020年シネリーブル池袋で劇場公開）
- 「徳山大五郎を誰が殺したか？」（2016年、テレビ東京、豊島圭介 監督・古厩智之 監督・吉田浩太 監督、共同編集・村上雅樹）
- 「マザーズ２０１６　母たちの願い」（2016年、中京テレビ、谷口正晃 監督）
- 「春の新作ミステリー　現ナマ弁護士」（2017年、テレビ東京、豊島圭介 監督）
- 「ドラマ・ミステリーズ〜カリスマ書店員が選んだ珠玉の一冊〜」（2017年、フジテレビ、犬童一心 監督）
- 「I"s」（2018年、スカパー！、豊島圭介 監督・安里麻里 監督）
- 「木ドラ２５　デザイナー 渋井直人の休日」（2019年、テレビ東京、松本佳奈 監督・久万真路 監督・桑島憲司 監督）
- 「オカンは俺より野球が好き」（2019年、愛媛朝日テレビ、渡部亮平 監督）
- 「The REALITY SHOW 〜突然コマーシャルドラマ２〜」（2019年、フジテレビ、後藤庸介 監督）
- 「ドラマホリック！メンズ校 」（2020年、テレビ東京、狩山俊輔 監督・岡本充史 監督・林雅貴 監督）
- 「高良くんと天城くん」（2022年、MBS、吉野主 監督）
- 「彼女たちの犯罪」（2023年、読売テレビ、菊地健雄 監督・高橋名月 監督・古畑耕平 監督）
- 「恋をするなら二度目が上等」（2024年、MBS、安川有果 監督・のむらなお 監督）
- 「さっちゃん、僕は。」（2024年、TBS、熊坂出 監督・富田未来 監督・小菅規照 監督）

### テレビ・ドキュメンタリー
- 「戦場の真心チムグクル 沖縄を救った日系人」（2015年、NHK BS1、中江裕司 監督）
- 「暗黒のアイドル、寺山修司の彼方へ〜「月蝕歌劇団」30年の挑戦〜」（2015年、WOWOWノンフィクションW、水谷俊之 監督）
- 「圡楽さんの日日　伊賀陶工に宿る「土・食・花」（2021年、NHK BS1、中江裕司 監督）

### CM
- 「ハウスジャワカレー　4種のきのこで作ろう篇」（2014年、石毛浩介 監督 [（株）ロボット] ）
- 「レオパレス21 学割篇・カスタマイズ篇」（2014年、西川美和 監督）
- 「ミノン 彼氏と喧嘩篇・スキンケア篇・後輩篇」（2015年、タナダユキ 監督、共同編集・宮島竜治）
- 「旭化成　【昨日まで世界になかったものを。『水に、光を。』】」（2017年、石毛浩介 監督 [（株）ロボット]）
- 「ハウスジャワカレー　【大人の青春『夏篇・秋篇』】」（2017年、石毛浩介 監督 [（株）ロボット] ）
- 「旭化成　【君たちは未来だ。『柔道教室篇』】」（2017年、石毛浩介 監督 [（株）ロボット]）
- 「都道府県民共済グループ【約束に、まっすぐ。『30秒 宣言篇』『15秒 掛金篇・スピード給付篇・割戻金篇』】」（2018年、石毛浩介 監督 [（株）ロボット] ）
- 「ハウスジャワカレー　【とことん、こだわる『夏篇』『秋篇』】」（2019年、石毛浩介 監督 [（株）ロボット] ）

### web
- ドラマ「コレカラ」（2012年、auビデオパス、瀬田なつき 監督）
- 「新感覚リズミカルムービー【off!】」（2017年、損保ジャパン日本興亜、Yuki Saito 監督）
- 「金魚妻（３・４話）」（2022年、Netflix、楢木野礼 監督）
- 「ナニワ金融道（全３話）」（2022年、DMM TV、藤澤浩和 監督、※2022年11月25日から１話１週間限定でT・JOY系列で劇場公開）
- 「季節のない街（３・６・７・８・９話）」（2023年、Disney+、横浜聡子 監督・渡辺直樹 監督）

### 予告
- 映画「リスナー」（2015年）
- 映画「目黒シネマ 名作チョイス Vol.13　市川準監督特集2015　市川準と女優たち」（2015年、犬童一心 監督）
- 映画「目黒シネマ 名作チョイス Vol.16　フィルム上映でみる 市川準監督特集2016　市川準と昭和・市川準と男と女」（2016年、犬童一心 監督）
- 映画「いぬむこいり」（2017年、片嶋一貴 監督）
- Netflix『「さぼリーマン甘太朗」事前予告』（2017年）
- 映画「目黒シネマ 名作チョイス Vol.23　フィルム上映でみる 市川準監督特集2017　リクエスト傑作選」（2017年、犬童一心 監督）
- 映画「目黒シネマ 名作チョイス Vol.24　市川準監督特集2018 没後十年企画 市川準の女優たち、それから。」（2018年、犬童一心 監督）

### その他
- 草刈民代 写真集「INTRINSIC」特典DVD・ネット用CM（2012年、発売）
- 「映画『マエストロ!』公開記念 オーケストラのすべてがわかる！？ 〜再結成前夜〜」（2015年、CS映画専門チャンネル「ムービープラス」、小林聖太郎 監督）
- 『映画「舞妓はレディ」』BD特典映像　「磯田典宏の下八軒全部見せます」（2015年、発売）
- 『映画「リスナー」』DVD特典映像　メイキング（2015年、発売）
- VP「安川電機 Re:walk」（2015年、外山文治 監督）
- 平成27年度千葉県道徳教育映像教材「お母さんのお母さん」「みんなで描く心の色」「手のひらの小さな世界」（2016年、長尾くみこ 監督）
- MV『Sunny Day Service「すべての若き動物たち」』（2017年、冨永昌敬 監督）
- HKT48ファーストアルバム【『０９２』TYPE C　DVD『東映 presents HKT48✖️48人の映画監督たち』月足天音「黒猫は空中を見る。」】（2017年、川村 泰 監督 [（株）デジタル・フロンティア ]）
- 「『サバイバルファミリー』矢口史靖の「映画の常識・それほんと！？パート２」（2018年、日本映画専門チャンネル、七字幸久 監督・藤澤浩和 監督・後閑広 監督・堀江貴大 監督）
- MV『UNICORN 「でんでん」』（2019年、 犬童一心 監督）

## 助手作品
- 映画「CARON」（高橋玄 監督、編集：菅野善雄）
- 映画「全身と小指」（堀江慶 監督、編集：森下博昭）
- 映画「カミュなんて知らない」（柳町光男 監督、編集：吉田博）
- テレビ「魔弾戦記リュウケンドー」（原田昌樹 監督 他、編集：伊藤伸行）
- 映画「大帝の剣」（堤幸彦 監督、編集：伊藤伸行）
- 映画「俺は、君のためにこそ死ににいく」（新城卓 監督、編集：井上治）
- テレビ「セクシーボイスアンドロボ」（佐藤東弥 監督 他、編集：松竹利郎）
- 映画「フライング☆ラビッツ」（瀬々敬久 監督、編集：大永昌弘）
- テレビ「1ポンドの福音」（佐藤東弥 監督 他、編集：松竹利郎）
- 映画「ハッピーフライト」（矢口史靖 監督、編集：宮島竜治）
- 映画「ディア・ドクター」（西川美和 監督、編集：宮島竜治）
- 映画「キラー・ヴァージンロード」（岸谷五朗 監督、編集：宮島竜治）
- 映画「時をかける少女」（谷口正晃 監督、編集：宮島竜治）
- 映画「ヒーローショー (映画)」（井筒和幸 監督、編集：冨田伸子）
- 映画「てぃだかんかん〜海とサンゴと小さな奇跡〜」（李闘士男 監督、編集：宮島竜治）
- 映画「ボックス!」（李闘士男 監督、編集：宮島竜治）
- 映画「SPACE BATTLESHIP ヤマト」（山崎貴 監督、編集：宮島竜治）
- 映画「はやぶさ／HAYABUSA」（堤幸彦 監督、編集：伊藤伸行）
- 映画「そして父になる」（是枝裕和 監督・編集）